# 阿卡迪亞 (密蘇里州)
阿卡迪亞（英語：Arcadia）是位於美國密蘇里州艾昂縣的城市。

## 人口
根據2020年美國人口普查的數據，阿卡迪亞的面積為2.17平方千米，當中陸地面積為2.14平方千米，而水域面積為0.03平方千米。當地共有人口618人，而人口密度為每平方千米285人。